# Venedig Marco Polos flygplats
Venedig Marco Polos flygplats (IATA: VCE, ICAO: LIPZ) (även: Venedig-Tesseras flygplats) (italienska: Aeroporto di Venezia Marco Polo, Aeroporto di Venezia-Tessera) är en internationell flygplats utanför Venedig i Italien. Den ligger på fastlandet, 8 km norr om Tessera, en frazione i kommunen Venedig som gränsar till Mestre.
På grund av att Venedig är en viktig semesterdestination, inkommer det flygplan från Europas storflygplatser samt långdistansflygningar i säsong från USA, Kanada och Mellanöstern. Med 9 624 748 passagerare som trafikerade flygplatsen 2016 och över 90 000 landningar är det Italiens femte största flygplats. Flygplatsen är uppkallad efter den venetianska upptäcktsresanden Marco Polo.
Det existerar även en till flygplats i Venedigs storstadsområde, Trevisos flygplats. Den kallas ofta inofficiellt Venedig-Trevisos flygplats och trafikeras i princip uteslutande av lågprisflygbolagen Ryanair och Wizz Air.